# مرجانی (سرده)
مرجانی، آرناریا (نام علمی: Arenaria) نام یک سرده از تیره میخکیان است.